# Биргіш
Биргіш (рум. Bârghiș) — село у повіті Сібіу в Румунії. Адміністративний центр комуни Биргіш.
Село розташоване на відстані 210 км на північний захід від Бухареста, 37 км на північний схід від Сібіу, 114 км на південний схід від Клуж-Напоки, 90 км на північний захід від Брашова.

## Населення
За даними перепису населення 2002 року у селі проживали 772 особи.
Національний склад населення села:
| Національність | Кількість осіб | Відсоток |
| -------------- | -------------- | -------- |
| румуни         | 544            | 70,5%    |
| цигани         | 131            | 17,0%    |
| угорці         | 90             | 11,7%    |
| німці          | 6              | 0,8%     |

Рідною мовою назвали:
| Мова      | Кількість осіб | Відсоток |
| --------- | -------------- | -------- |
| румунська | 544            | 70,5%    |
| циганська | 133            | 17,2%    |
| угорська  | 92             | 11,9%    |